# 伽利略定位系統

伽利略定位系統標誌

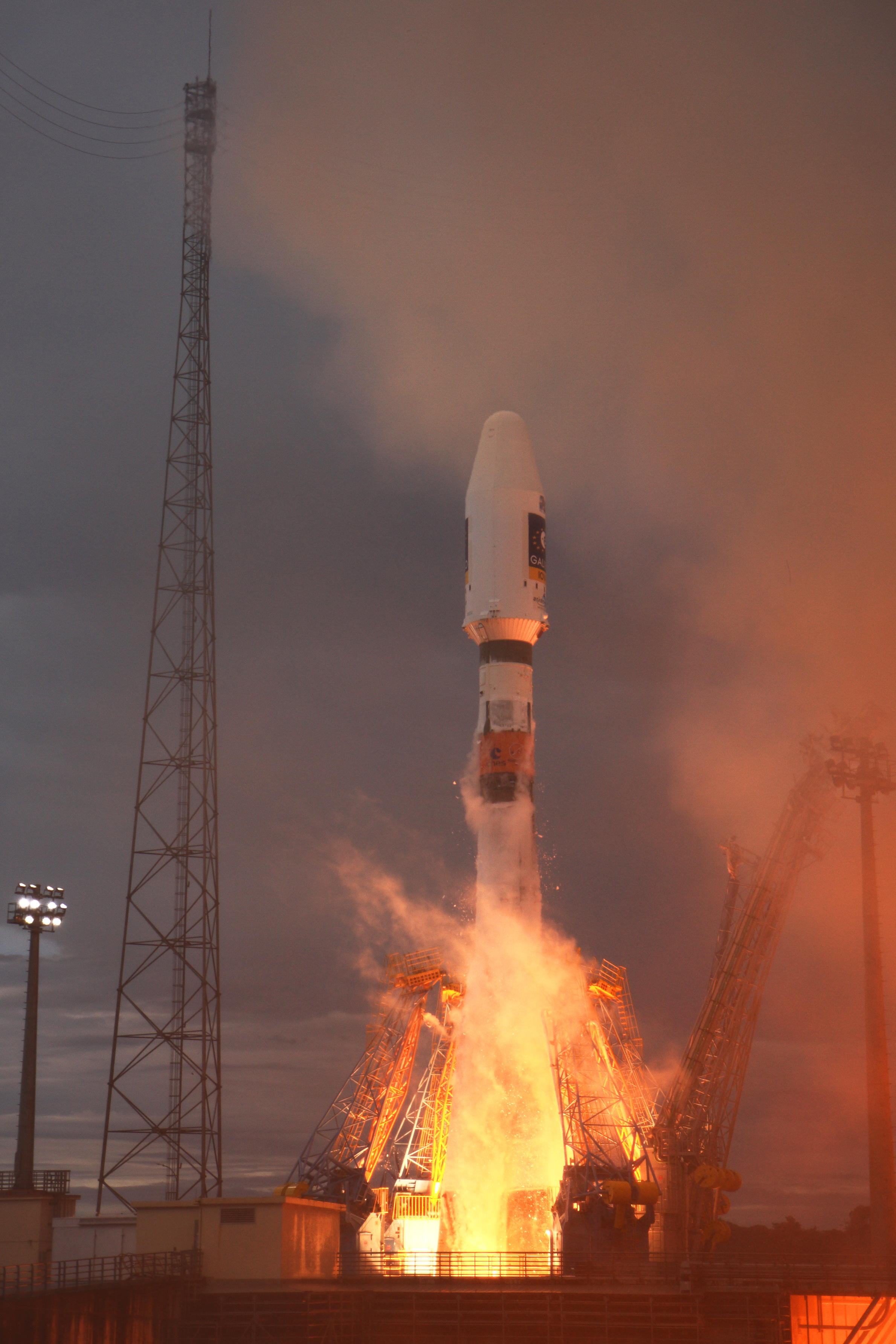
2011年10月21日，一枚由聯盟號火箭酬載的伽利略衛星在蓋亞那太空中心發射。

伽利略定位系统（義大利語：Galileo），是一个正在建造中的卫星定位系统，该系统由欧盟通过欧洲空间局和欧洲导航卫星系统管理局建造，总部设在捷克共和国的布拉格。该系统有两个地面操控站，分别位于德国慕尼黑附近的奧伯法芬霍芬和意大利的富齐诺。这个造价五十亿欧元的项目是以意大利天文学家伽利略的名字命名的。伽利略系统的目的之一是为欧盟国家提供一个自主的高精度定位系统，该系统独立于俄罗斯的格洛纳斯系统和美国的全球定位系统（GPS），在这些系统被关闭时，欧盟就可以使用伽利略系统。该系统的基本服务（低精度）是提供给所有用户免费使用的，高精度定位服务仅提供给付费用户使用。伽利略系统的目标是在水平和垂直方向提供精度1公尺以内的定位服务，并且在高纬度地区提供比其他系统更好的定位服务。
伽利略系统是中地球轨道搜救卫星系统的一部分，可提供一种新的全球搜救方式。伽利略系统的卫星安装有转发器，可以把求救信号从事故地点发送到救援协调中心，救援协调中心就会开始组织救援。同时，该系统还会发射一个返回信号到事故地点处，通知求救人员他们的信号已被收到，相应的救援也正在展开。现有的全球卫星搜救系统是不具备回饋信号功能的，所以伽利略系统这个发消息功能被认为是对全球卫星搜救系统的一个重要升级。2014年，研究人员对伽利略系统的搜救功能进行了测试，该系统是作为当时的全球卫星搜救系统的一部分工作的，测试结果显示，该系统对77%的模拟求救位置定位精度在2公里以内，95%的求救位置定位精度在5公里以内。
伽利略系统的第一颗试验卫星GIOVE-A于2005年12月28日发射，第一颗正式卫星于2011年8月21日发射。该系统计划发射30颗卫星，截止2018年7月，已有26颗卫星发射入轨。伽利略系统于2016年12月15日在布魯塞爾舉行啟用儀式，提供早期服务。于2017年到2018年提供初步工作服务，最终于2019年具备完全工作能力。  该系统的30颗卫星预计将于2020年底前发射完成，其中包含24颗工作卫星和6颗备用卫星。

## 系統目的
建造此系統的目的有以下幾點:
- 為用户提供更準確的數據，比GPS管制更少；
- 由於歐洲緯度較高，系統加強對高緯度地區的覆蓋，包括挪威及瑞典等地區，因而，改以將8枚衛星佈局在3條軌道上的方式；
- 減低對全球定位系統的依賴，藉由實際組建預先累積操作經驗，尤其是在發生戰爭時，可提供非美國盟友有機會使用軍事定位。

## 歷史

### 主要目的
伽利略系统的的三大投资方（德国、法国和意大利）对该系统的发展提出了不同的目标。1999年，这些目标被这三国工程师组成的联合小组精简为一个。2003年5月26日，欧盟和欧洲空间局正式批准了这个项目的第一阶段计划。伽利略系统主要用于民用，而美国的全球定位系统、俄罗斯的格洛纳斯系统和中国的北斗系统更加偏向军事用途。伽利略系统仅仅在一些极端情况下才会因为军事目的而关闭（比如武装冲突）。对于军用和民用终端来说，该系统都提供最高的定位精度。

### 资金
2001年11月，有几份据称是该项目“年度”销售预测的表格被揭发，它们实际上是“累计”销售预测，所谓的年销售额实际上包含了以往年份的销售总额。然后，欧盟委员会对伽利略系统下一阶段的投资遇到了麻烦。人们对这个高达数十亿欧元的预测错误的关注，引发了欧盟委员会和其他相关组织普遍的担忧，人们开始怀疑伽利略系统并不能产生之前向投资者和决策者预示的那么多收益。2002年1月17日，伽利略系统的一名发言人表示，由于美国的压力以及经济问题，伽利略系统的计划“接近死亡”。
然而，几个月后事情出现了转机。欧盟成员国认为，在政治冲突中拥有一个不会被美国轻易关闭的卫星定位授时系统是很重要的。      
欧盟与欧洲空间局于2002年3月同意为该计划注资，并计划于2003年审核该报告（最终于2003年5月26日完成）。按计划，这一阶段持续到2005年，需要的初始投资预估为11亿欧元。该项目所需的卫星（需30颗）计划于2011年至2014年之间发射，并开始建造、运行该系统，最终于2019年转为民间控制。这份报告预估伽利略系统最终将花费30亿欧元，这包括了地球上的基础设施，它们将于2006年至2007年间建造完成。按照这份投资计划，三分之二的资金来自私人企业及个人投资，剩下的部分由欧盟和欧洲空间局来承担。伽利略系统的开放服务提供给所有安装有用户免费使用，只需要用户安装一个兼容的接收器即可。付费用户可以使用经过加密的大宽带高精度商务服务。到了2011年初，该项目的实际花费已超出了最初预算的50%。      
德国航空航天中心对伽利略系统的注资是最多的，它位于新施特雷利茨的地球观测中心、通信与导航研究院对伽利略系统的研发与应用是至关重要的。

### 与美国的紧张关系

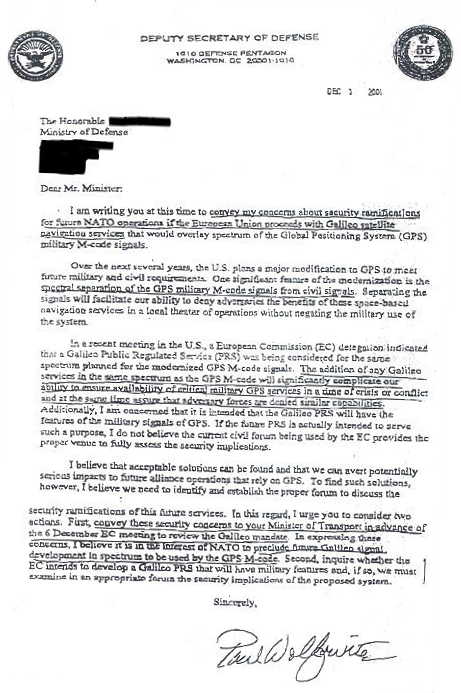
美国国防部副部长保罗·沃尔福威茨于2001年12月写给欧盟成员国部长的一封信，表达了美国对伽利略系统的反对态度。

欧盟的伽利略系统旨在建立一个向所有用户开放的民用全球卫星导航系统。GPS是美国的军用全球卫星导航系统，为美国军事用户提供高精度的定位服务，同时也为其他用户提供低精度定位服务。GPS可以在其军用信号（M波段）不被干扰的情况下关闭民用信号。建造伽利略系统的一个初衷便是欧盟担心美国会在政治冲突中禁止其他用户使用GPS信号。
伽利略系统的目的是为所有用户提供尽可能高的定位精度（比GPS还高），因此，美国担心其敌人会利用伽利略系统的信号对美国及其盟友进行军事打击（一些武器使用卫星导航系统进行制导）。伽利略系统最初选用的频率使得美国无法在不干扰GPS信号的的情况下屏蔽掉伽利略系统。美国打算在阻止敌人使用卫星导航系统（GNSS）的同时自己依然能使用GPS。当有报道指出中国对伽利略系统也很有兴趣后，美国官方对此更是担忧。
一名不愿透露姓名的欧盟官员称，美国官员暗示，如果敌人在冲突中使用装备了伽利略系统的武器攻击美军，美国也许会考虑击落伽利略卫星。欧盟的立场是，伽利略定位系统是中立的技术，可以被任何国家、个人使用。开始时，欧盟官方并不想改变伽利略系统的计划，但是最终还是达成了妥协，伽利略系统改用另一种频率。这将使得对一个系统的屏蔽不会影响到另一个系统（屏蔽伽利略系统的同时不影响GPS，或者屏蔽GPS不影响伽利略），这使得美国在冲突中拥有巨大的优势，因为他们的电子战能力占优势。      

#### GPS和伽利略系统
应美国军方的要求，GPS使用了选择可用性机制，其定位信息被故意加入了误差，这是欧盟意图独立发展伽利略系统的一个原因。GPS在全球范围内广泛用于民用，包括飞机导航和着陆设备，伽利略系统的支持者认为这些民用设施不能完全依赖于一个有漏洞的系统。
2000年5月2日，时任美国总统比尔·克林顿停止了GPS的选择可用性机制。2001年底，管理GPS的机构证实他们将不再启用选择可用性机制。但这时的GPS系统仍然具备选择可用性能力，到2007年9月19日，美国国防部宣布，新的GPS卫星不再具备实施选择可用性机制的能力；声明称，将于2009年发射的Block IIF系列卫星，以及后续的所有GPS卫星都不支持选择可用性机制。所有的老式卫星将在Block IIIA计划中被替换掉，届时，GPS将再也不能实施选择可用性机制。这个现代化的项目包含了一些标准化的功能，使得第三代GPS能和伽利略系统合作工作，另外，利用这些标准可以开发出同时使用GPS和伽利略系统的定位终端，这将构建出一个更加精确的全球卫星导航系统。      

### 与美国的合作
2004年6月，欧盟与美国签署了协议，同意在伽利略系统中使用“二进制偏置载频1.1”标准，就此GPS和伽利略系统互相兼容合，这也使得人们有可能在将来同时使用这两个系统进行定位。

### 最早的试验卫星
伽利略系统的第一颗试验卫星GIOVE-A于2005年12月发射，随后，第二颗测试卫星GIOVE-B于2008年4月发射。在轨验证阶段完成后，有更多的卫星被发射升空。2007年11月30日，来自欧盟成员国的27个交通部长达成协议，伽利略系统将在2013年投入运营，但是，会后的新闻稿表明，它将被推迟到2014年。

### 再次注资，管理问题

淺藍線的伽利略系統

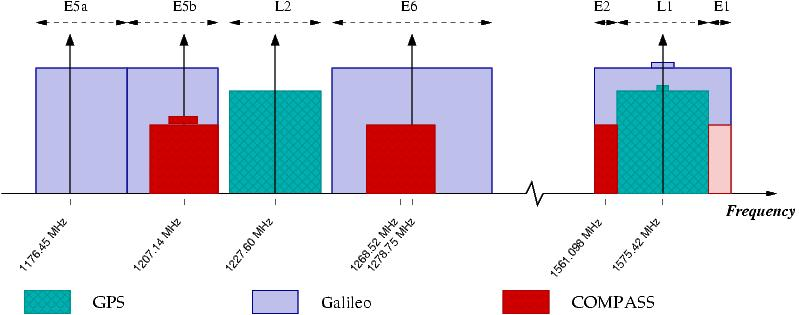
淺藍頻道的伽利略

系統分析架構

2006年中，为伽利略系统注资的政府社会资本共同体瓦解，欧盟委员会决定将伽利略系统国有化。      
2007年年初，欧盟还未决定如何负担这个项目的经费，据说伽利略系统由于缺乏公共经费支持陷入了“深层次的危机”。当时只有一颗测试卫星被发射升空，德国交通部长Wolfgang Tiefensee特别担忧财团在争论中结束该项目。 
2007年6月13日，欧盟讨论了一个方案，在下一年从相互竞争的经费中削减出五亿四千八百万欧元来用到其他财政项目上，此举将有可能部分满足伽利略导航系统的开支。欧盟的研究与开发计划有可能因为经费短缺而被终止。
2007年11月，欧盟同意将从农业和行政预算中重新分配资金，以降低招标标准来邀请更多的企业来投资伽利略系统。      
2008年4月，欧盟的交通部长批准了伽利略系统实施条例。这使得欧盟从农业和行政预算中拨款34亿欧元用来招标，以启动地面站和卫星的建设。      
2009年6月，欧洲审计院发布的一份报告指出，管理不力、严重拖延和预算超支这些问题，导致了项目于2007年停摆，并导致了进一步的延迟和失败。
2010年，智库“开放欧洲”估计，伽利略系统从启动到建成后20年的花费共计222亿欧元，这些经费将完全由纳税人来承担。根据原先在2000年做出的估算，该系统将花费77亿欧元，纳税人承担其中的26亿，其余由私人投资者承担。
2009年11月，伽利略系统在法属圭亚那库鲁航天中心的地面站正式落成。      
按计划，前四颗“在轨验证卫星”（IOV）将于2011年下半年发射，“完全运行能力卫星”（FOC）将于2012年年末发射。
2010年3月，据证实，由于伽利略系统的经费有限，到2014年最多能提供4颗“在轨验证卫星”和14颗“完全能力卫星”。有人提议就使用这18颗卫星组网，对此，欧盟委员会卫星导航项目的主管Paul Verhoef举了个例子来说明经费短缺的后果有多严重：“直观的说，在这种情况下，一年中将有3个星期没有导航信号”。      
2010年7月，欧盟委员会评估，伽利略项目的额外费用将上升到15亿至17亿欧元，项目的建成日期要推迟到2018年。伽利略系统建成后，政府每年还需要补贴7.5亿欧元。另外，还需19亿欧元将卫星数量补充到30颗（27颗工作卫星，3颗备用卫星）。     
2010年12月，欧盟部长在布鲁塞尔举行投票，将捷克共和国的布拉格作为伽利略系统的总部。
2011年1月，据估计，截止2020年各项基础设施的花费将达到53亿欧元。就在这个月，维基解密透露，德国卫星公司OHB-System的CEO，Berry Smutny说伽利略系统“是一个主要服务法国利益的愚蠢计划”。BBC获悉，2011年伽利略系统将获得5亿欧元用于采购，使用数年时间将18颗工作卫星增加为24颗。
2011年10月21日，伽利略的前两颗在轨验证卫星由联盟ST-B火箭在圭亚那航天中心发射 ，另外两颗于2012年10月12日发射。
另外22颗“完全能力卫星”从2012年开始采购，其中的前四对卫星分别于2014年8月22日，2015年3月27日，2015年9月11日，2015年12月17日发射。  

### 服務中斷
2019年7月11日至18日期間，伽利略系統失效，所有衛星訊號中斷。官方網站顯示所有衛星不可用（NOT USABLE）。消息指，事件是由於地面的精確計時設備故障，導致系統無法計算衛星的位置及時間。
2020年12月14日，伽利略系統發生持續6小時的嚴重故障。事件起因是地面的精確計時設備出現異常，令定位誤差上升至80公里。

## 國際參與
2003年9月，中国加入了伽利略计划，并将以后为该项目投资2.3亿欧元（约合23.4亿元人民币）。
2004年7月，以色列与欧盟签订了协议，成为了伽利略系统的合作伙伴。
2005年6月3日，据报道，欧盟与乌克兰签署了一份协议，乌克兰也加入到了伽利略计划。
2005年9月7日，印度也與歐盟簽約，加入「伽利略計劃」，參與建設基於歐洲地球同步衛星導航增強服務系統的區域增強系統。
2005年12月，摩洛哥加入了伽利略计划。
2006年9月9日，韩国同欧盟签订了有关韩国参与伽利略计划的协定。      
2006年12月，中国选择独立自主开发北斗导航系统。
早期，伽利略系统被看作是一个政府财政参与的私营项目，项目主管积极邀请中国加入，这样在短期内可以获得中国的投资，从长远看还能在中国的定位授时市场获得独特优势。然而，由于欧盟委员会的安全与技术独立性政策，中国实际上被伽利略系统排除在外，中国之前的投资也没有得到任何回报。这促使中国决定建设自己的全球定位系统——北斗卫星导航系统。      
2006年12月12日，欧盟与摩洛哥签署了伽利略计划的合作协议。
2007年11月30日，欧盟的27个成员国一致同意将推进伽利略项目的建设，该计划基于德国和意大利提出的方案。在第一轮投票中，西班牙并不赞成该方案，但在当天的晚些时候还是批准了。这次会议大大提高了伽利略项目的可行性，欧盟执行委员会曾经说过：如果到2008年1月还未就伽利略系统达成任何协议，那么这个陷入长期困扰的项目实际上将会终结。     
2009年4月3日，挪威也加入了伽利略项目，承诺将投入6980万欧元用于开发，并允许本国的企业投标建设合同。尽管挪威不是欧盟的成员，但其是欧空局的成员。
2013年12月18日，瑞士签署了一份合作协议，全面参与伽利略计划，并为2008年到2013年之间的费用补交了8000万欧元。作为欧空局的成员，瑞士之前已经参与了伽利略项目，提供了本国最先进的氢微波激射器时钟。在加入欧盟研究框架后，瑞士在2014到2020年之间承担的财政将根据标准公式来计算。
除此之外，不少國家如阿根廷、澳大利亞、巴西、加拿大、智利、日本、馬來西亞、墨西哥、巴基斯坦、俄羅斯等，也有可能加入「伽利略計劃」。

## 系統概述

### 衛星
- 數量: 30顆
- 軌道半徑: 29599.8公里（中地球轨道）
- 離地面高度: 23222公里
- 軌道數目：三條，傾角56°，升交點相隔120°经度（每條軌道有八顆工作衛星，兩顆後備衛星）
- 衛星壽命: 12年以上
- 衛星重量: 每顆675公斤
- 衛星尺寸: 2.7公尺 x 1.2公尺 x 1.1公尺
- 太陽能集光板寬度: 18.7公尺
- 太陽能集光板功率: 1500瓦

衛星列表
| 位置 | 平面 | 平面   | 平面   |
| 位置 | A    | B      | C      |
| ---- | ---- | ------ | ------ |
| 01   | 0218 | 0220   | 0214   |
| 02   | 0210 | 0221   | 0209   |
| 03   | 0215 | (0204) | 0213   |
| 04   | 0217 | 0219   | 0103   |
| 05   | 0206 | 0101   | (0104) |
| 06   | 0211 | 0102   | 0207   |
| 07   | 0216 | 0222   | 0208   |
| 08   | 0205 | 0203   | 0212   |

1. 斜體代表測試中。
2. 括號代表不可用。
3. GSAT 0201及0202進入了錯誤軌道，因此不包括在上表。

### 服務
「伽利略系統」將提供以下四種導航服務:
- 開放服務：開放服務提供任何人自由使用，開放服務的信號將會廣播1164-1214MHz 及 1563-1591MHz 兩個頻帶上。同時接收兩個頻帶的信號水平誤差小于4公尺，垂直誤差小于8公尺，如果只接收單一頻帶仍然有小于15公尺的水平誤差及小于35公尺的垂直誤差與GPS的C/A碼相當。
- 商業服務
- 公共規範服務
- 生命安全服務

### 概述
每颗卫星都有两个铷原子钟和两个被动氢原子微波激射器时钟，它们对于卫星导航系统是至关重要的，另外伽利略卫星还包括一系列其他组件。这些时钟将提供精确的时间信号，可以计算出这些信号从发出到接收花费了多长时间。利用不同卫星发射来的信息，结合三边测距原理，就可以计算出接收器所在的位置。

## 进度
首七次發射（L1到L7）均由聯盟ST-B火箭執行，每次發射兩枚衛星。其中，第三次發射失敗，衛星未有進入正確的軌道。
從第八次任務（L8）開始，歐洲太空總署改用亞里安5型執行發射任務，每次發射四枚衛星，L8到L10全部發射成功。L11將改用研發中的亞里安6型執行，每次發射兩枚衛星。
- 2011年10月21日，第一组实验卫星IOV PFM和FM2发射入轨成功。
- 2012年10月12日，第二组实验卫星IOV FM3和FM4发射入轨成功。
- 2014年8月22日，第三组卫星FOC FM1和FM2发射成功，但未正确入轨。衛星發射到離地面高度25900km，但其後跌至13713km。由於卫星上的燃料不足以完全修正軌道，歐洲太空總署只能把兩枚卫星調整到半徑27977.6km，離心率0.162的橢圓形「擴展軌道」，用作測試用途。正常的軌道半徑是29599.8km，離心率為0。

## 延伸閱讀
- Psiaki, M. L., "Block Acquisition of weak GPS signals in a software receiver", Proceedings of ION GPS 2001, the 14th International Technical Meeting of the Satellite Division of the Institute of Navigation, Salt Lake City, Utah, 11–14 September 2001, pp. 2838–2850.
- Bandemer, B., Denks, H., Hornbostel, A., Konovaltsev, A., "Performance of acquisition methods for Galileo SW receivers", European Journal of Navigation, Vol.4, No. 3, pp 17–9, July 2006
- Van Der Jagt, Culver W. Galileo : The Declaration of European Independence : a dissertation (2002). CALL #JZ1254 .V36 2002, Description xxv, 850 p. : ill. ; 30 cm. + 1 CD-ROM

## 外部連結
- 官方网站
- Galileo ESA website （页面存档备份，存于）
- European GNSS Supervisory Authority (GSA) （页面存档备份，存于） – Europa
- Navipedia information on Galileo （页面存档备份，存于）—Wiki initiated by the European Space Agency
- Galileo 11 Real Time Tracking
- Galileo 12 Real Time Tracking